# Raja Casablanca
El Raja Club Athletic (en árabe: نادي الرجاء الرياضي‎), conocido internacionalmente como Raja Casablanca, es un club de fútbol profesional de la ciudad de Casablanca, Marruecos. Juega en la primera división marroquí, máxima categoría del país.
Fue fundado el 18 de abril de 1949 por diversas organizaciones sociales vinculadas a la resistencia marroquí. Son conocidos popularmente como las «Águilas Verdes», en referencia al águila del escudo, y el «Equipo del Pueblo» por su relación con las clases populares de Casablanca.
Es uno de los equipos más importantes del fútbol marroquí y se ha ganado la reputación de jugar con un estilo atractivo y vistoso. Sin embargo, no logró títulos deportivos hasta la década de 1970. En sus vitrinas figuran trece ligas nacionales y nueve Copas del Trono, así como tres Ligas de Campeones de África en sus ediciones de 1989, 1997 y en 1999.
Campeón en diversas ocasiones de las más importantes competiciones de aquel continente, llegó a ser subcampeón en 2013 de la Copa Mundial de Clubes de la FIFA 2013, tras perder la final que lo enfrentó al Bayer Munich de Pep Guardiola, precisamente en Marruecos, en el estadio de Marrakech.
La Confederación Africana de Fútbol situó en el año 2000 al Raja como el tercer mejor club de África del siglo XX, por detrás de los egipcios Al-Ahly y Zamalek.

## Historia

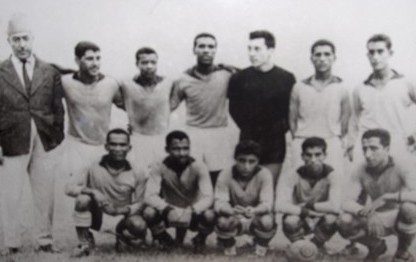
Plantilla del Raja en 1956. A la izquierda, el entrenador Père Jégo.

El Raja Club Athletic es el club más grande de Marruecos tras llegar a la final del mundial de clubes 2013 tras derrotar en semifinales al Atlético Mineiro, que contaba en sus filas con Ronaldinho, con un marcador de 3 a 1, fue fundado el 20 de marzo de 1949 por la resistencia al protectorado francés, con el apoyo de los sindicatos marroquíes. En su fundación tomaron parte Mahjoub Ben Seddik, primer líder de la Unión Marroquí del Trabajo (Union marocaine du travail), y el abogado y futuro primer ministro Mohamed Maâti Bouabid, así como otros reconocidos intelectuales y figuras nacionalistas. El objetivo de la entidad era acercar el deporte a las clases populares de Casablanca. Como las leyes galas de la época impedían que la presidencia estuviese ocupada por un marroquí, se eligió como primer presidente temporal a Ben Abadji Hejji, un argelino musulmán con nacionalidad francesa. Desde sus inicios desarrolló una fuerte rivalidad con el Wydad Athletic Club (Derbi de Casablanca).
Con una plantilla formada exclusivamente por futbolistas marroquíes, compitió en los torneos regionales hasta la creación de la Real Federación de Fútbol de Marruecos en 1955. El Raja participó en la temporada inaugural de la primera división nacional (1956-57), finalizando en décima posición. Un año después se produjo la llegada como entrenador de Père Jégo, uno de los impulsores del deporte nacional, que en su paso introdujo sistemas de entrenamiento vistos en sus viajes por Sudamérica, con un estilo rápido y vistoso que marcó su historia. A pesar de que en toda esa época no consiguió un solo título, el Raja fue uno de los rivales más competitivos del nuevo torneo.

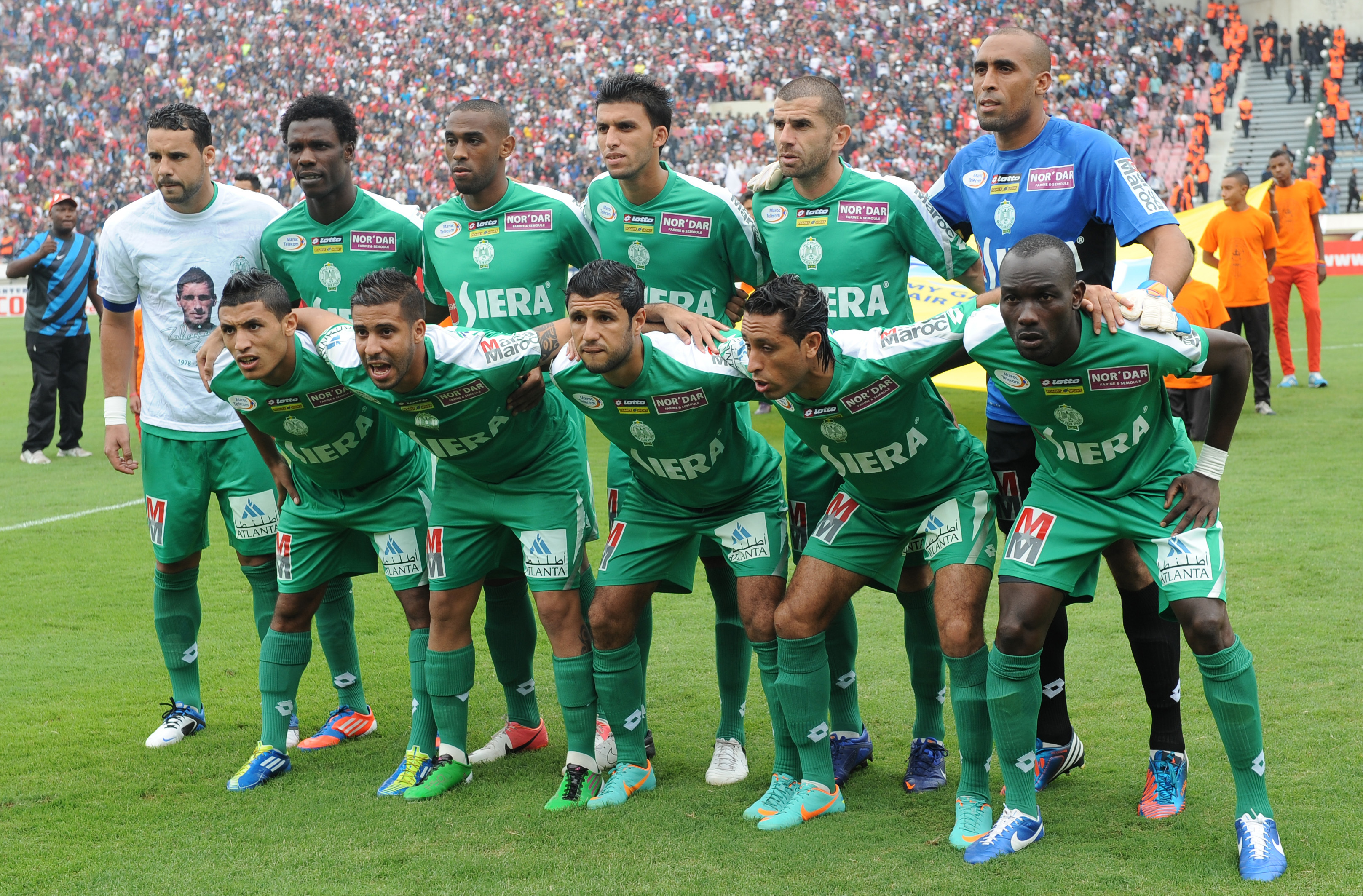
El Raja campeón de la Botola en 2011-2012.

En la campaña 1959-60 terminó líder pero se quedó sin liga. Empató a puntos con el KAC de Kenitra y el FAR Rabat, aunque su diferencia de goles era superior. Sin embargo, la Federación decretó un triangular para desempatar, en vez de otorgar el título al campeón de la temporada regular. El Raja se negó a jugarlo y pasó a la tercera posición.
Su primer título nacional fue la Copa del Trono de 1974, tras derrotar en la final al MAS Fez por 1:0. Repitió la gesta en 1977 contra el Difaa El Jadida (1:0) y en 1982 ante el Renaissance de Kénitra (3:2). Sin embargo, tuvo que esperar a hacerse con la primera liga de su historia hasta la temporada 1987-88. En un torneo que no se decidió hasta la última jornada, el conjunto blanquiverde finalizó la temporada regular empatado a 63 puntos con el KAC Marrakech, pero asumió el liderato por el goal average. Este triunfo les valió la clasificación para la Copa Africana de Clubes de 1989, la cual vencieron tras derrotar en la final al argelino Mouloudia Club d'Oran en la tanda de penales.
El gran estallido triunfador de "Las Águilas Verdes" llegaría en la década de los 80 y desde entonces se han mantenido en lo más alto del fútbol de su país y del territorio africano.

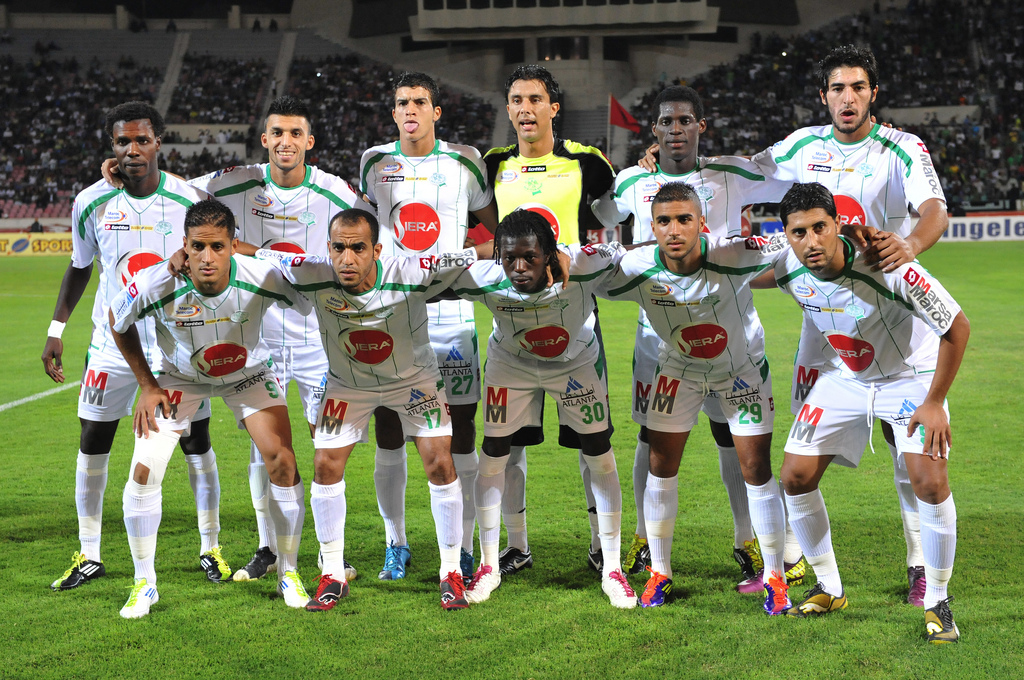
Once inicial del Raja Casablanca en la temporada 2011-12.

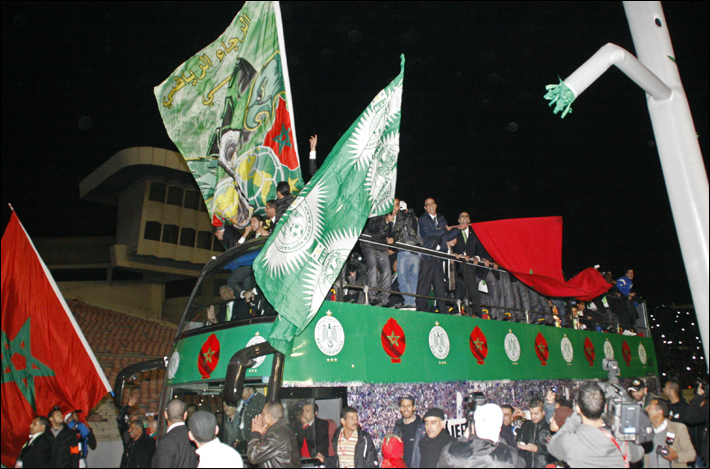
El Raja regresando a Casablanca luego de obtener el subcampeonato en la Copa Mundial de Clubes de la FIFA 2013.

En 1995 el Raja Club Athletic, en graves problemas económicos, fue comprado por el Club Olympique de Casablanca, rival de primera división y controlado por la firma láctea Centrale Laitière. En aquella época el Olympique había cosechado títulos como la Copa del Trono de 1992, la liga de 1994 y un subcampeonato al año siguiente. Ambos equipos se fusionaron y se decidió mantener los colores y señas de identidad del Raja, al tener este más apoyo popular. Con esta unión, el club resultante dominó el fútbol africano durante el resto de la década: fue campeón de la Liga de Marruecos seis años consecutivos (desde 1996 hasta 2001) y ganó dos Ligas de Campeones de la CAF en 1997 y en 1999. También participó en el Campeonato Mundial de Clubes de la FIFA 2000, donde no superó la fase de grupos.

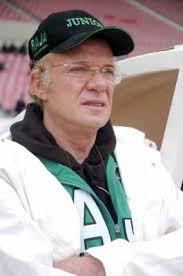
Oscar Fulloné ganó la Liga de Campeones de la CAF 1999 con el Raja.

El equipo volvió a ganar la Botola en las ediciones de 2009 y 2011, y logró un doblete de liga y copa en la temporada 2012-13. En diciembre de ese mismo año participó en la Copa Mundial de Clubes de la FIFA 2013 como vencedor del país organizador y sorprendió a todos tras derrotar al Auckland City, Club de Fútbol Monterrey y Atlético Mineiro para pasar a la final, donde fue derrotado por el Bayern de Múnich.
En estos años de esplendor, por su banquillo han desfilado nombres muy significados del fútbol europeo, tales como el portugués Fernando Cabrita, el mítico defensa holándes Ruud Krol, los franceses Henri Michel y Henri Stambouli o el rumano Ilie Balaci. Y digno de ser recordado es que en 2017 fue fichado como entrenador del Raja el español Juan Carlos Garrido, quien dirigiera al Real Betis en el breve periodo de un mes en la temporada 2013-2014. Garrido fue cesado en el club de Casablanca en enero de 2019 tras ganar con el equipo marroquí una Coupe du Trône y Coupe de la Confédération.

### Estilo de juego
El Raja tiene la reputación de jugar con un estilo atractivo y vistoso, que se caracteriza por pases cortos, paredes, trabajo colectivo, ataque y habilidades individuales. Fue inculcado por el técnico Père Jégo en la década de 1950, quien usó sistemas de entrenamiento parecidos a los de los clubes sudamericanos, y valió a la entidad el apodo de «Raja lfraja» (El Raja del espectáculo).
Aunque los resultados del equipo han variado a lo largo de los años, siempre ha tratado de mantener el mismo estilo en sus partidos.

## Rivalidades

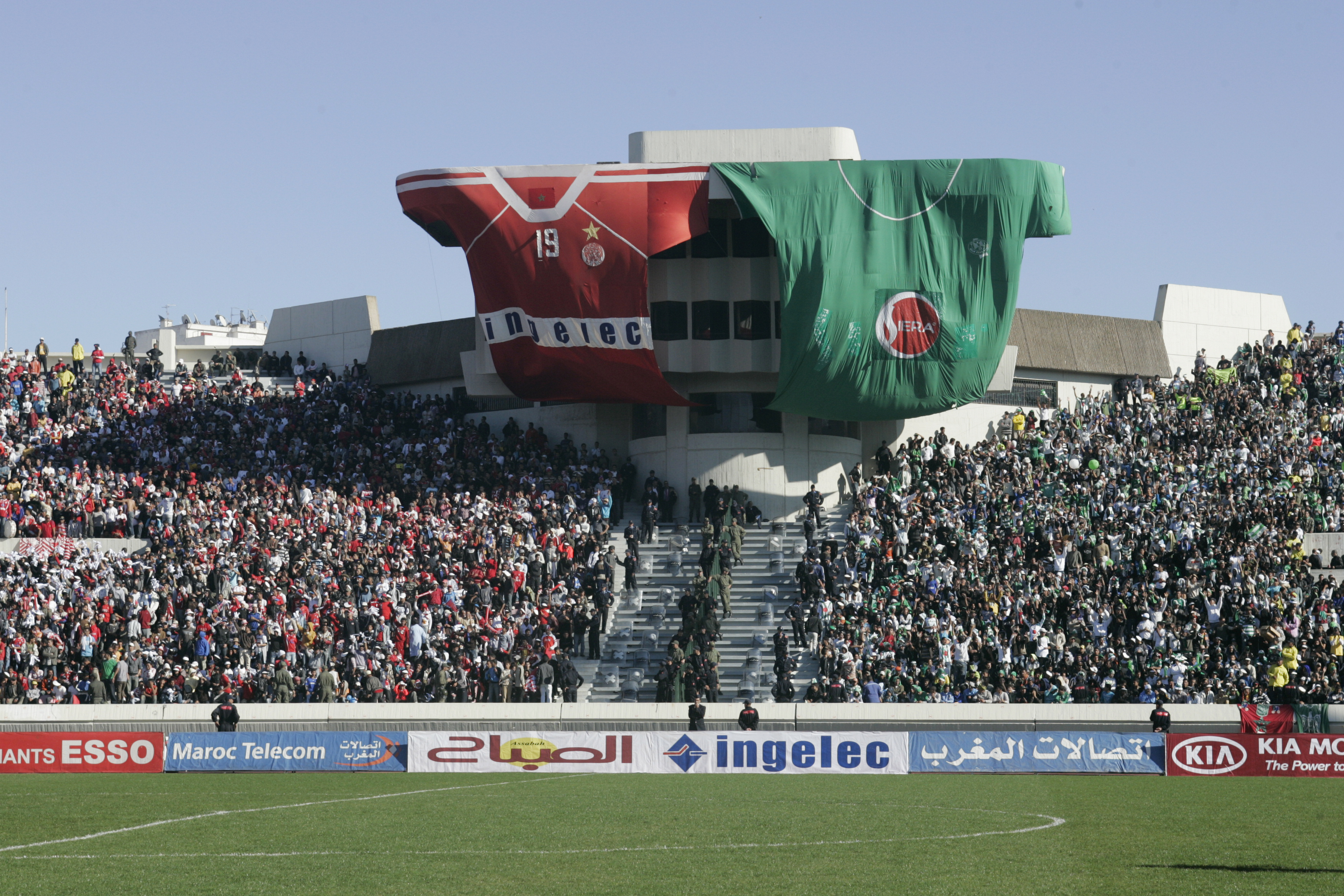
Aficionados del WAC (izquierda, de rojo) y Raja (verde) durante un derbi.

Los rivales más importantes del Raja son el WAC Casablanca, con el cual disputa el Derbi de Casablanca, y el FAR de Rabat, equipo de la capital.

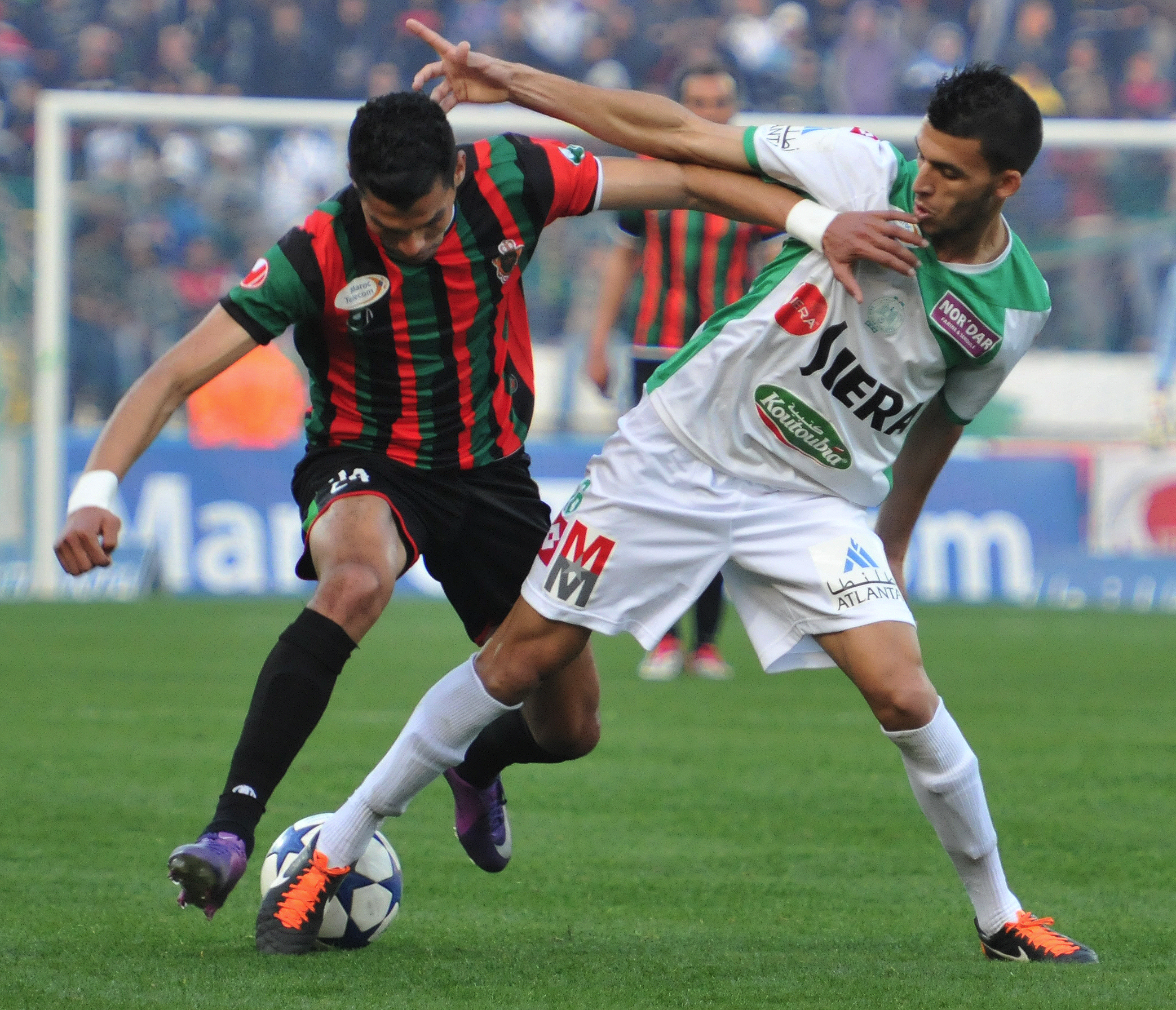
El Classico de 2012: El defensa del Raja Oulhaj enfrenta al jugador del ASFAR Aziz Jounaid.

El origen de la rivalidad entre los dos clubes más importantes de Casablanca fue precisamente Père Jégo, que antes de llegar al Raja fue uno de los miembros fundadores del Wydad Athletic Club. Con él como entrenador, logró cuatro títulos de lo que hoy es la liga de Marruecos, tres campeonatos de África del Norte y una Copa norteafricana. Sin embargo, y pese a la condición de ídolo que tenía entre la hinchada del Wydad, la directiva decidió no contar más con sus servicios en 1952. Ese año se marchó al máximo rival del Raja y, a partir de entonces, los partidos entre ambos clubes llamaron más la atención. También influyen factores sociales: mientras el Wydad está considerado un club de clases altas, el Raja es apodado como "el equipo del pueblo" por su vinculación a la clase trabajadora.
Jégo fue además muy importante porque ha dotado de una filosofía distinta a cada club que ha entrenado. Mientras estuvo en el WAC apostó por un juego físico, basado en la táctica y jugadas de estrategia con un solo delantero centro como referencia. Sin embargo, durante su etapa en el Raja, el célebre técnico inculcó un juego más vistoso y espectacular.
El otro rival importante es el FAR de Rabat, que es la asociación deportiva de las Fuerzas Armadas de Marruecos. La rivalidad surgió después del campeonato de liga 1959-60: igualado a puntos con el KAC de Kenitra y el FAR Rabat, el Raja se negó a jugar un triangular de desempate porque consideró que ya era campeón por la diferencia de goles.

## Símbolos

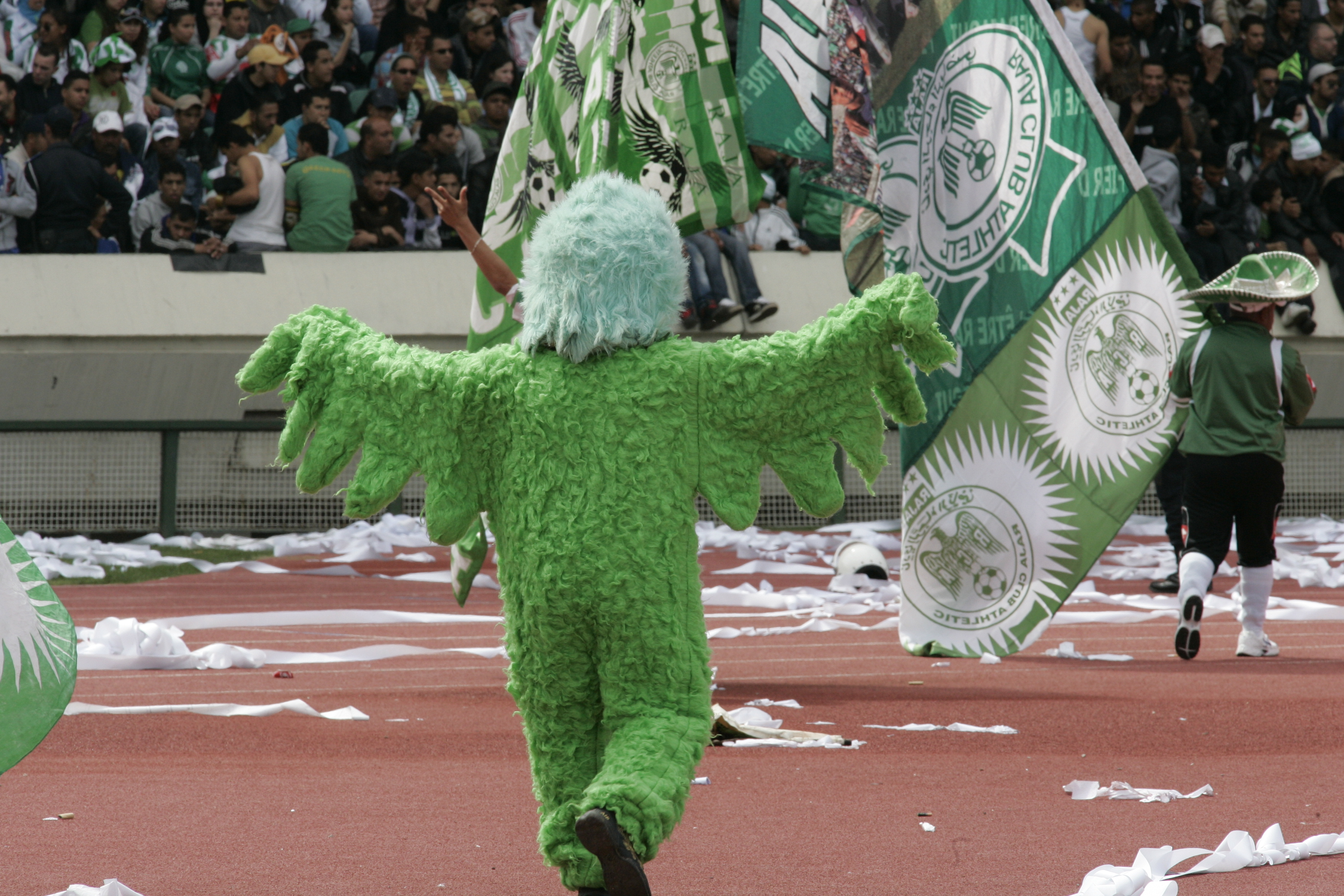
El águila es la mascota del Raja

El escudo del Raja Club Athletic consiste en un águila verde, que representa el espíritu rapaz y combativo, dentro de un círculo con el nombre en dos idiomas: árabe por arriba e inglés por debajo. La palabra "Raja" significa "esperanza". El águila es el símbolo del club desde su fundación.

## Indumentaria
Los colores del club son el blanco y el verde, elegido por los fundadores como símbolo del espíritu y el crecimiento. El verde también representa en algunas culturas el islam y está presente en la estrella de cinco puntas de la bandera de Marruecos. Las equipaciones están fabricadas por Adidas.
- Uniforme titular: Camiseta verde, pantalón blanco y medias blancas.
- Uniforme alternativo: Camiseta azul, pantalón azul y medias azules.
- Tercer uniforme: Camiseta verde y blanca a rayas verticales, pantalón verde y medias verdes.

## Estadio

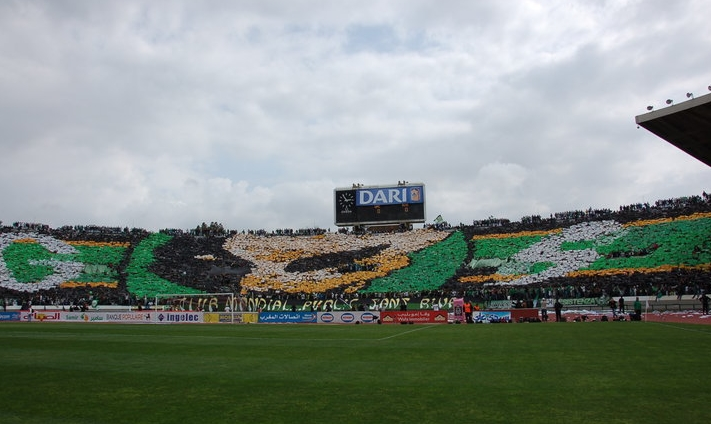
Mosaico de los ultras del Raja Casablanca en el estadio Mohammed V.

El campo donde el Raja Casablanca disputa sus partidos es el estadio Mohammed V, de propiedad municipal, conocido popularmente como «Estadio de Honor» (Stade d'Honneur). Dispone de unas 45 000 localidades, siendo el segundo estadio con mayor capacidad del país (tras el estadio de Tánger). Las gradas y el césped están separadas por una pista de atletismo. Está situado en pleno centro de la ciudad, a 25 kilómetros del aeropuerto internacional y a 5 kilómetros de la estación de ferrocarril Casa-Voyageurs.
En esta instalación también juega el Wydad de Casablanca. Además ha albergado partidos internacionales de la selección de fútbol de Marruecos.
Fue fundado el 6 de marzo de 1955 y se llamó «Estadio Marcel Cerdan» en honor al popular boxeador francés de origen magrebí. Cuando se produjo la independencia de Marruecos al año siguiente, las nuevas autoridades lo cambiaron por «Estadio de Honor», hasta que en 1981 se usó el nombre de Mohámed V, primer rey del estado independiente. El recinto fue remodelado con los Juegos Mediterráneos, llegando a contar con una capacidad de 90 000 espectadores. Y en el 2000 —como parte de la candidatura marroquí para el Mundial de 2010— se volvió a renovar para que todas las gradas dispusieran de asientos, lo que redujo considerablemente su aforo. En 2007 se instaló un césped semi-artificial. El año 2016 tuvo su remodelación más reciente, la que redujo su aforo a la capacidad actual.
Desde 1999 el equipo tiene su propio centro formativo y de entrenamiento, el Complexe sportif Raja-Oasis.

## Participación internacional

### Récord
Nota: En negrita competiciones activas.
| Competición                                           | Temp. | PJ  | PG  | PE | PP | GF  | GC  | Dif. | Puntos | Títulos | Subtítulos |
| ----------------------------------------------------- | ----- | --- | --- | -- | -- | --- | --- | ---- | ------ | ------- | ---------- |
| Liga de Campeones de la CAF                           | 20    | 149 | 71  | 38 | 40 | 221 | 125 | +96  | 251    | 3       | 1          |
| Copa Mundial de Clubes de la FIFA                     | 2     | 7   | 3   | 0  | 4  | 12  | 14  | -2   | 9      | –       | 1          |
| Copa Confederación de la CAF                          | 5     | 43  | 24  | 12 | 7  | 71  | 29  | +42  | 84     | 2       | –          |
| Supercopa de la CAF                                   | 4     | 4   | 2   | 2  | 0  | 7   | 4   | +3   | 8      | 2       | 2          |
| Copa CAF                                              | 1     | 10  | 6   | 2  | 2  | 26  | 10  | +16  | 20     | 1       | –          |
| Copa Afroasiática                                     | 1     | 2   | 1   | 1  | 0  | 5   | 0   | +5   | 4      | 1       | –          |
| Recopa Africana                                       | 1     | 2   | 0   | 1  | 1  | 0   | 1   | -1   | 1      | –       | –          |
| Total                                                 | 34    | 217 | 107 | 56 | 53 | 342 | 183 | +159 | 377    | 9       | 4          |
| Actualizado a la Liga de Campeones de la CAF 2022-23. |       |     |     |    |    |     |     |      |        |         |            |

#### Participaciones
- Liga de Campeones de la CAF (20): 1989, 1990, 1997, 1998, 1999, 2000, 2001, 2002, 2004, 2005, 2006, 2010, 2011, 2012, 2014, 2015, 2019-20, 2020-21, 2021-22, 2022-23.
- Copa Confederación de la CAF (5): 2006, 2015, 2018, 2018-19, 2020-21.
- Copa Mundial de Clubes de la FIFA (2): 2000, 2013.
- Supercopa de la CAF (4): 1998, 2000, 2019, 2021-II.
- Copa CAF (1): 2003.
- Recopa Africana (1): 1983.
- Copa Afro-Asiática (1): 1998.

## Palmarés

### Títulos nacionales
| Competiciones nacionales         | Títulos                                                                       | Subcampeonatos                                                    |
| -------------------------------- | ----------------------------------------------------------------------------- | ----------------------------------------------------------------- |
| Liga de Fútbol de Marruecos (13) | 1988, 1996, 1997, 1998, 1999, 2000, 2001, 2004, 2009, 2011, 2013, 2020, 2024. | 1966, 1986, 1991, 1993, 2003, 2005, 2010, 2014, 2019, 2021, 2022. |
| Copa del Trono (9)               | 1974, 1977, 1982, 1996, 2002, 2005, 2012, 2017, 2023.                         | 1965, 1968, 1983, 1992, 2013, 2022.                               |

### Títulos internacionales
| Competiciones internacionales         | Títulos           | Subcampeonatos |
| ------------------------------------- | ----------------- | -------------- |
| Copa Mundial de Clubes de la FIFA (0) |                   | 2013           |
| Liga de Campeones de la CAF (3)       | 1989, 1997, 1999. | 2002           |
| Copa Confederación de la CAF (2)      | 2018, 2021.       |                |
| Supercopa de la CAF (2)               | 2000, 2019.       | 1998, 2021     |
| Copa Afro-Asiática (1)                | 1998.             |                |
| Copa CAF (1)                          | 2003              |                |

### Títulos amistosos
- Campeonato de Clubes Árabes (2): 2006, 2020.
- UNAF Club Cup (1): 2015.